# Sokolnice
Sokolnice (en allemand : Sokolnitz) est une commune du district de Brno-Campagne, dans la région de Moravie-du-Sud, en République tchèque. Sa population s'élevait à 2 369 habitants en 2020.

## Géographie
Sokolnice se trouve à 8 km à l'est-sud-est de Modřice, à 13 km au sud-est de Brno et à 197 km au sud-est de Prague.
La commune est limitée par Kobylnice au nord, par Prace à l'est, par Újezd u Brna et Telnice au sud, par Otmarov à l'ouest et par Prague au nord-ouest.

## Histoire
La première mention écrite de la localité date de 1408. 
Ce village, situé sur le flanc droit de l'armée française et défendu par le 3e corps du maréchal Davout, joua un rôle crucial lors de la bataille d'Austerlitz.

## Galerie

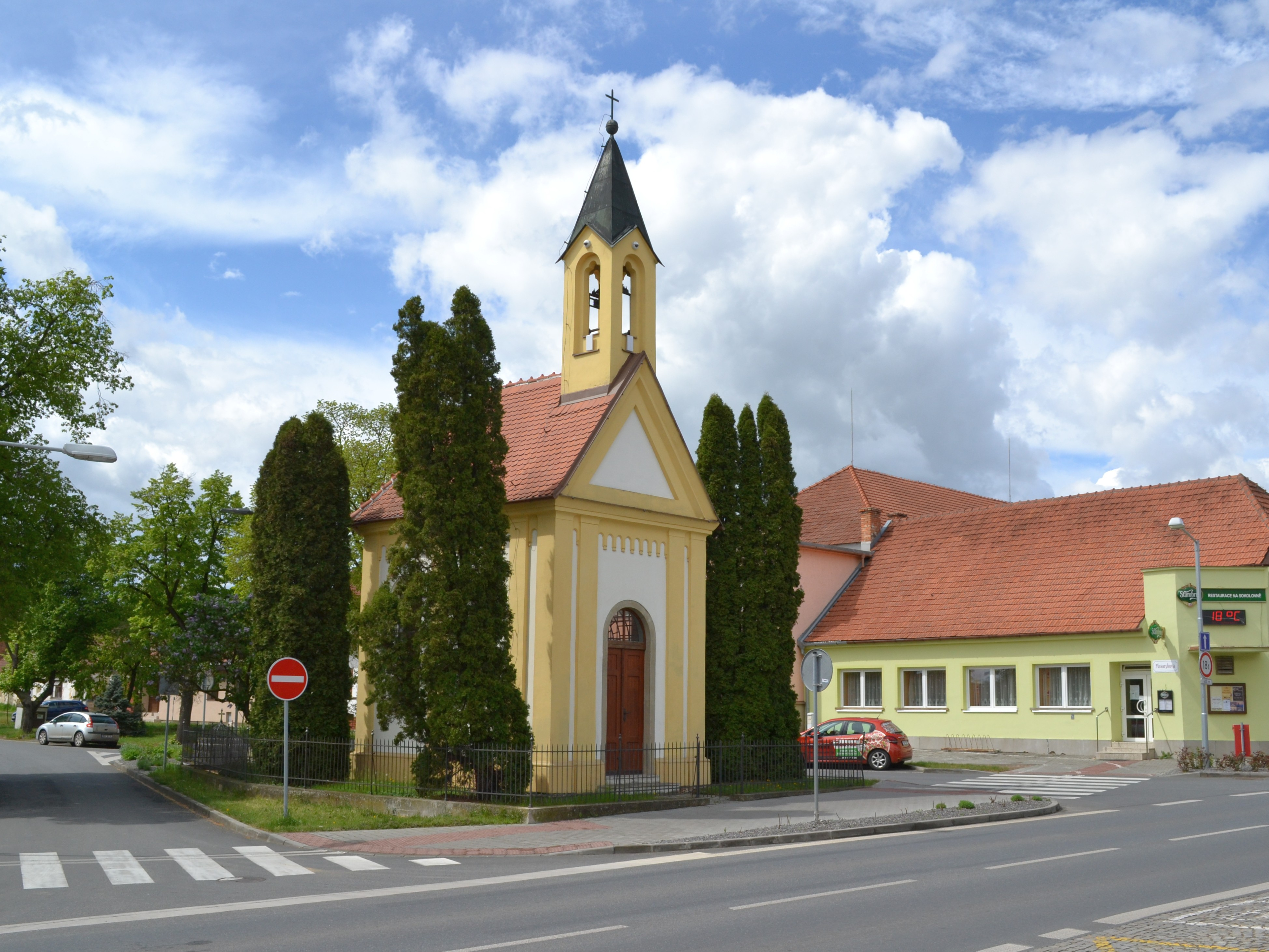
Chapelle à Sokolnice.
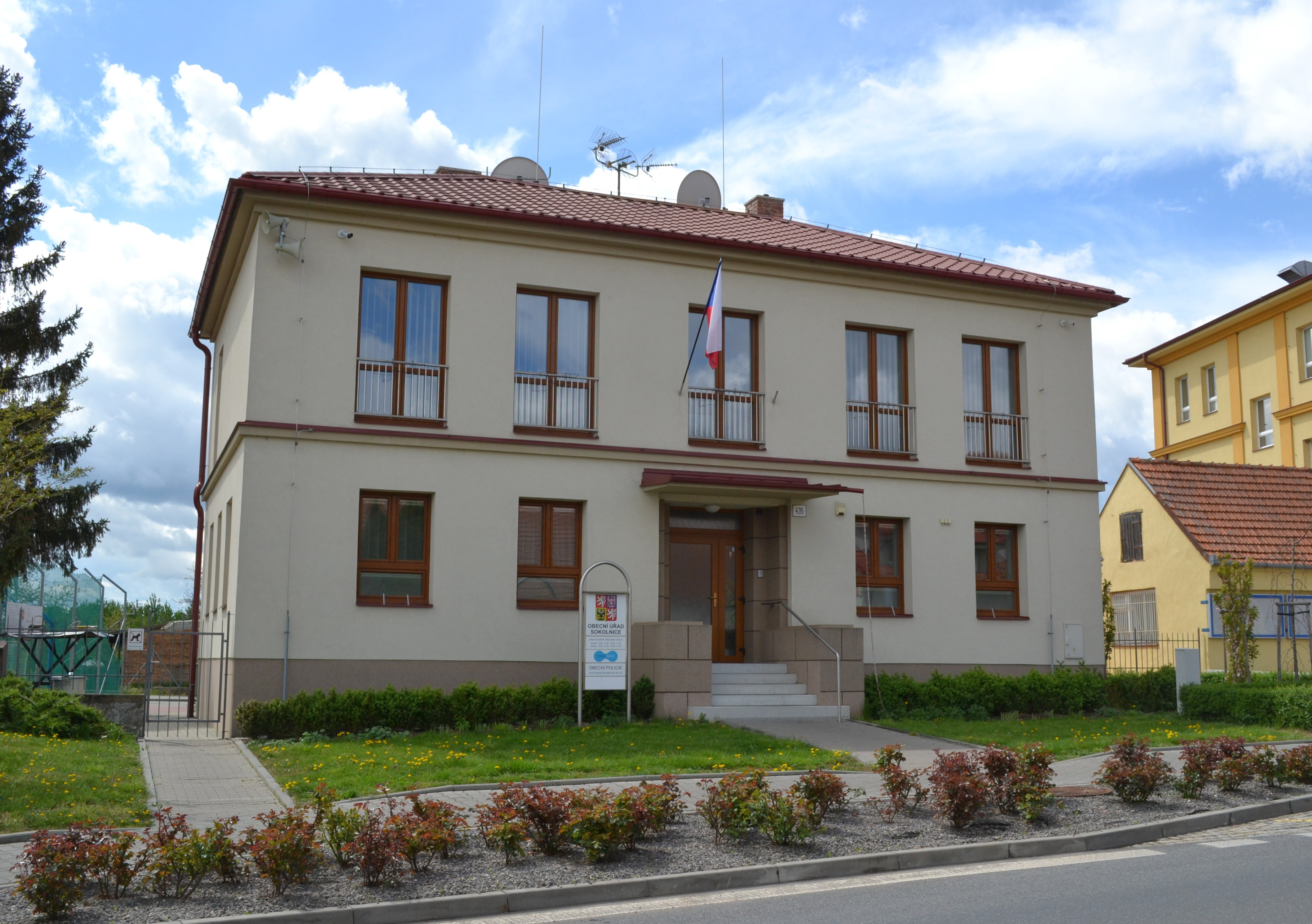
Mairie de Sokolnice.